# T-150K
T-150 K – ciągnik przeznaczony do wykonywania różnych prac w rolnictwie i transporcie. Przystosowany do współpracy z maszynami i narzędziami przeznaczonymi do ciągników klasy 3T, z narzędziami o podwyższonych prędkościach pracy, jak również przyczepami. Jest podobny do większego i mocniejszego Kirowiec K 700, i często błędnie nazywany potocznie „Kirowcem” –  nazwa ta jest jednak zarezerwowana dla ciągników oraz modeli pochodnych, których produkcja odbywa się od początku lat 60. XX wieku w Fabryce Kirowa w Petersburgu. Popularność uzyskał w Polsce, głównie w PGR w drugiej połowie lat 70. XX wieku. 

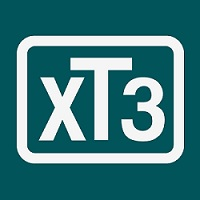
XTZ Logo producenta

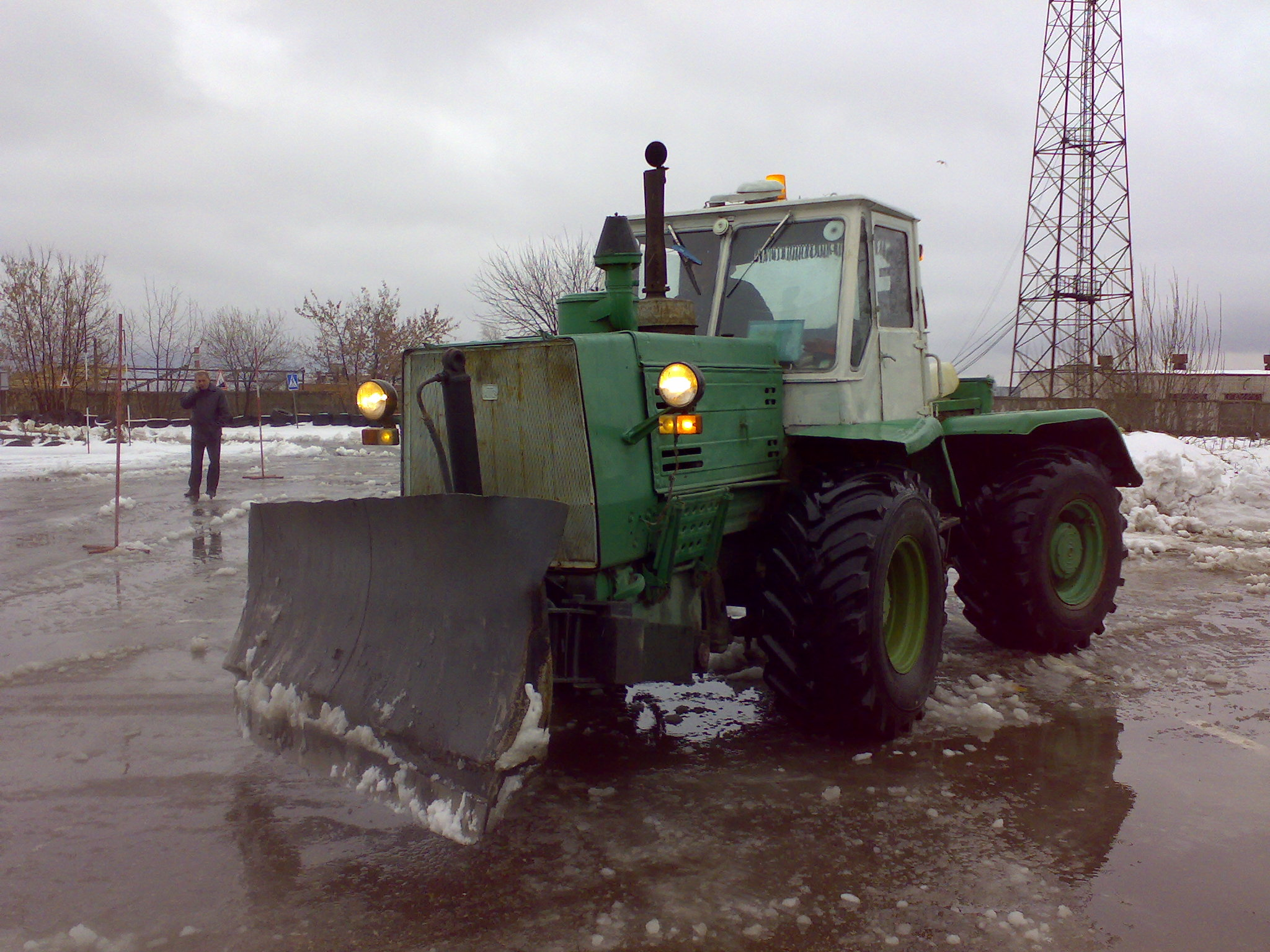
T-150 K

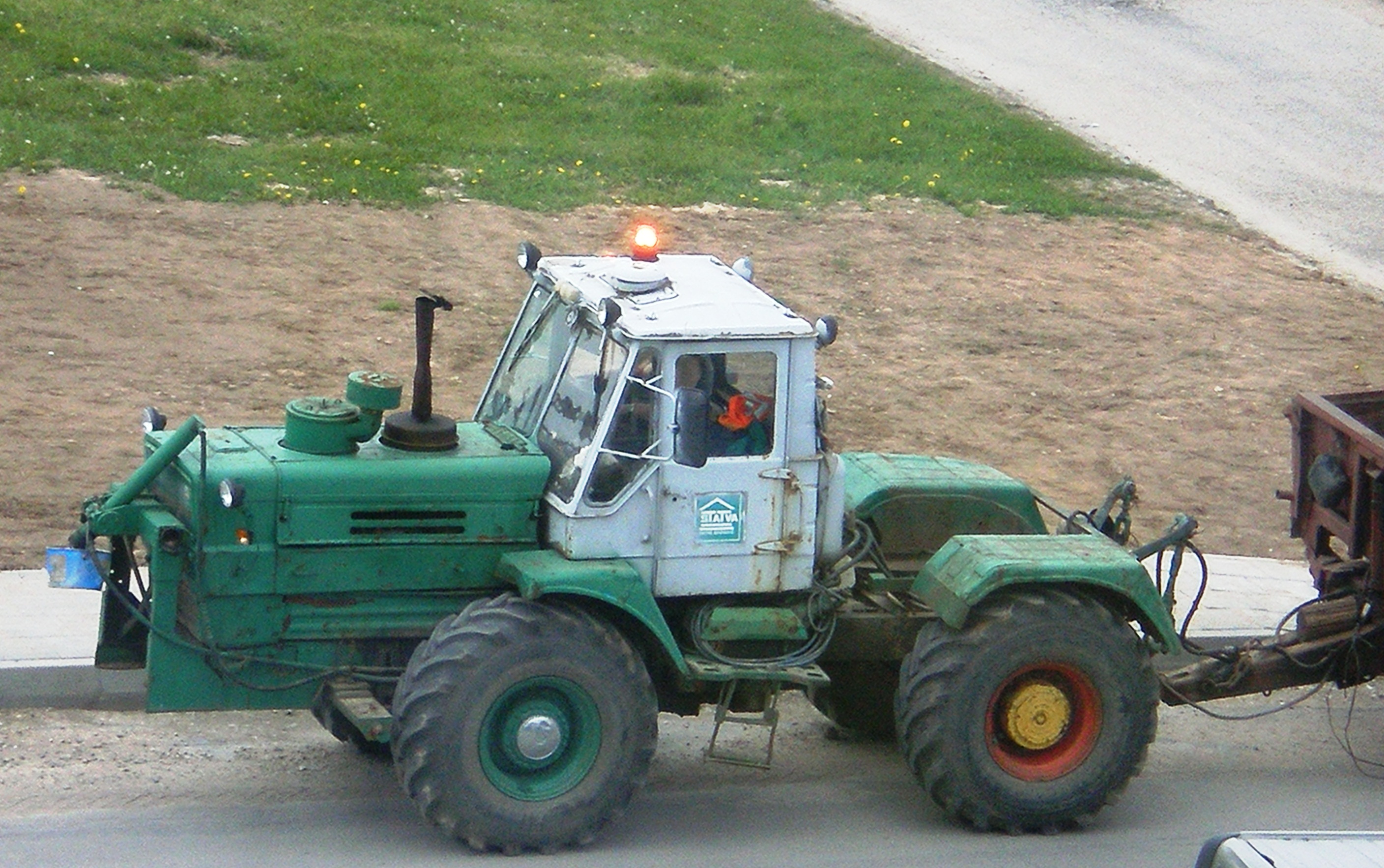
T150 K z boku.

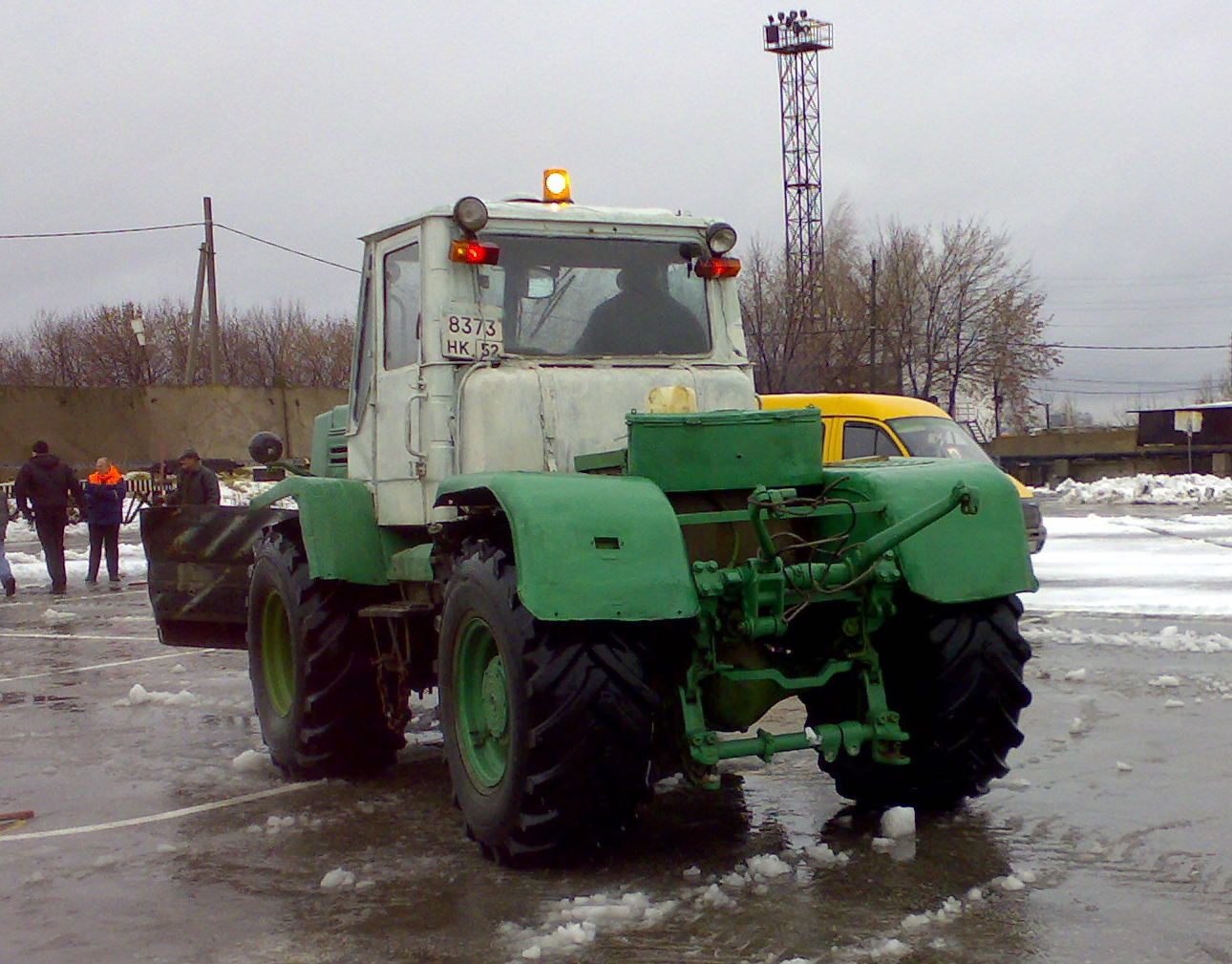
T-150 K z tyłu

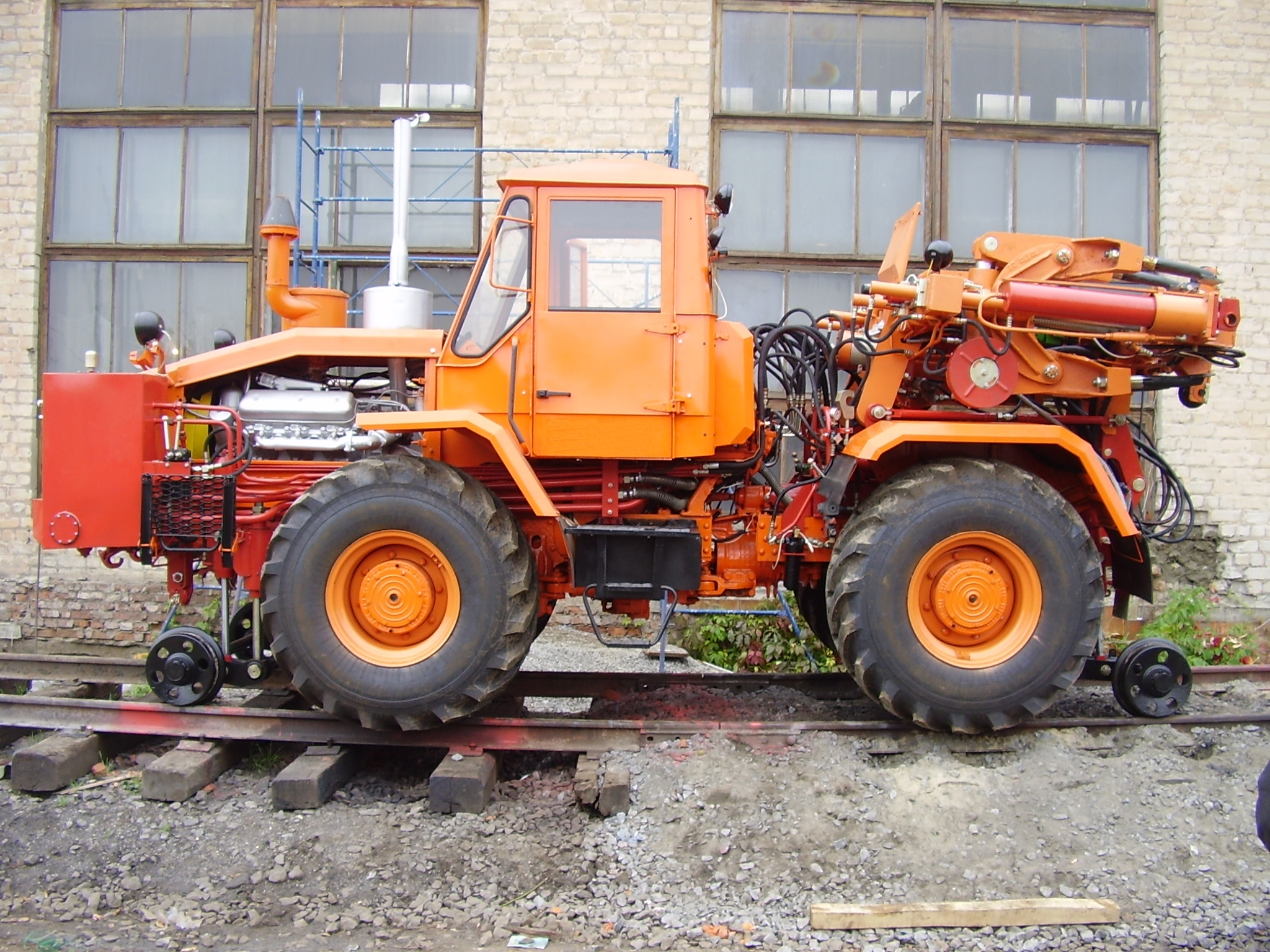
Jako pojazd szynowy

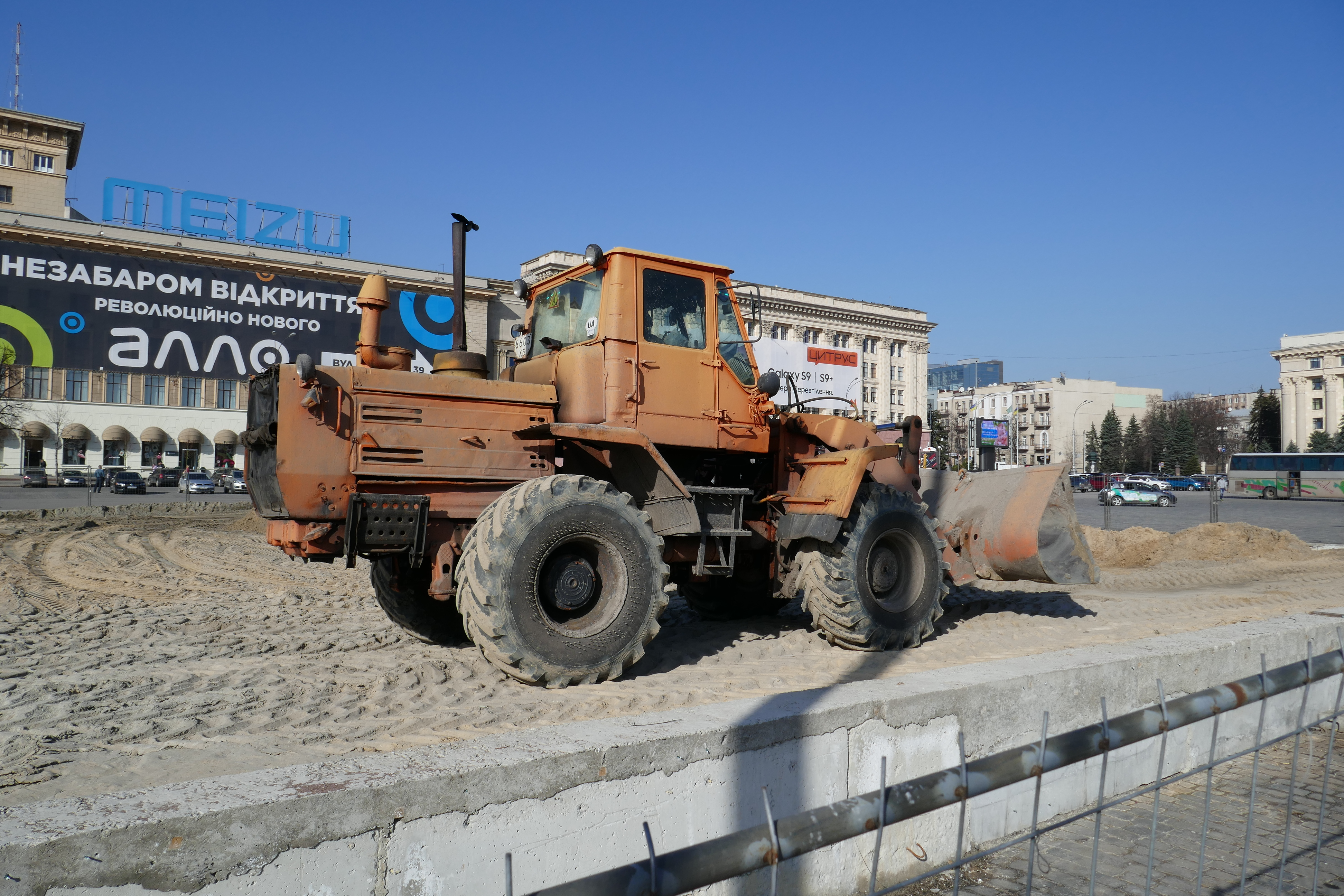
Jako ładowarka

## Budowa
T-150 K to ciągnik z napędem na wszystkie koła pochodzący z byłej radzieckiej, a obecnie ukraińskiej fabryki ciągników w Charkowie, w klasie siły pociągowej 30 kiloniutonów. Został opracowany na bazie ciągnika gąsienicowego T 150 wprowadzonego w 1970 roku. Przy najcięższych pracach polowych wykorzystywano najczęściej ciągniki gąsienicowe, które z kolei nie były funkcjonalne na drogach. Litera K w oznaczeniu typu oznacza  – kołowy (ros. колёсный). Sztywna rama ciągnika gąsienicowego została zastąpiona dwuczęściową ramą, której przegub łączący może się obracać wokół osi wzdłużnej i pionowej, i jest sterowany hydraulicznym układem kierowniczym. Maksymalny kąt skrętu wynosi 30° w każdym kierunku. Jako rozrusznik silnika głównego służy benzynowy silnik dwusuwowy, który jest uruchamiany elektrycznie i może być również uruchamiany za pomocą rozrusznika ciągnionego linką, w przypadku awarii akumulatora. Sprzęgło główne ciągnika – cierne, suche, dwutarczowe z tłumikiem drgań skrętnych. Ciągnik jest wyposażony w mechaniczną skrzynię biegów, hydrauliczne sprzęgło dociskowe oraz reduktor, co w połączeniu ze skrzynią rozdzielczą, pozwala na uzyskanie przełożeń niezbędnych do współpracy z przyczepianymi kombajnami i maszynami rolniczymi. Koła ciągnika są wyposażone w niskociśnieniowe opony o jednakowych rozmiarach, zaś możliwość przestawiania kół umożliwia uzyskanie różnego ich rozstawu. Ciągnik posiada dużą zwrotność – zewnętrzny promień skrętu wynosi ok. 6,7 m. Z tyłu posiada standardowy TUZ oraz WOM, pracujący w dwóch zakresach: 1025 i 560 obr./min. W wyposażeniu jest również hak pociągowy wczepiany zamiast cięgieł TUZ, przystosowany do dużych obciążeń. Jest to rodzaj zaczepu przeznaczony do jednoosiowych przyczep, rozrzutników oraz wozów asenizacyjnych.
Ciągnik może pracować na kołach bliźniaczych, co pozwala na uzyskanie jeszcze większego uciągu. Do transportu drogowego był przeznaczony dla T150 K zestaw dwóch przyczep: pierwszej o podwoziu tandemowym z osią umiejscowioną w tylnej części (1 – PTS 9), oraz druga przyczepa, trzyosiowa (3 – PTS 12). Taki "pociąg drogowy" o ładowności 25 – 35 t był często wykorzystywany w PGR do przewozu np. zboża.
T150 K jest produkowany nieprzerwanie od 1972 roku w kilku wariantach, które do tego czasu zostały zmodernizowane. Obecnie oferowane są różne warianty ciągnika z  silnikami o mocy od 165 do 180 KM.

## Kabina
Kabina ciągnika hermetyczna, ma termo dźwiękową izolację; jest wyposażona w urządzenie wentylacyjne z ogrzewaniem wodnym i nawiewem przedniej szyby. W kabinie fotel kierowcy z amortyzacją, znajduje się po prawej stronie, a fotel pasażera po lewej. Drzwi kierowcy otwierają się do przodu, a drzwi pasażera do tyłu. Kabina wyposażona jest, w wywietrzniki dachowe, oraz właz podłogowy (właz konserwacyjny). Tylna i przednia szyba nie są opuszczane. Problemem jest  wysoka temperatura w kabinie podczas upałów. Częściowym rozwiązaniem tego problemu jest tzw. odparowująca chłodnica powietrza, stanowiąca odpowiednik współczesnych klimatyzatorów. Pewien poziom komfortu obsługi zapewniają opuszczane szyby w drzwiach. Umiejscowienie stanowiska operatora z prawej strony powoduje, że lewe przednie koło ciągnika pozostaje niewidoczne. Utrudnia to niektóre prace polowe, oraz stanowi duży problemem podczas prac transportowych po drogach publicznych, ponieważ trzeba dobrze "wyczuć", jak blisko środka jezdni znajduje się ciągnik. Jego przydatność w transporcie ogranicza również niska jak na współczesne czasy i wymagania prędkość maksymalna, maks. 30 km/h.

## Opony
- Wymiary (wys. x szer.): 1400 mm x 540 mm
- Rozmiar opon: 530 – 610 R (20 – 24 AS) 10 PR
- Ciśnienie w oponach: 0,8 –1,8 bara[7]

## Pojemność zbiorników
- Oleju napędowego: 315 l
- Benzyny: 8 l
- Płynu chłodzącego: 41 l
- Oleju silnikowego: 20 l
- Oleju hydraulicznego: 38 l
- Skrzynia biegów: 38 l[7]

## Mosty napędowe
- Przekładnie główne; Spiralnie uzębiona przekładnia stożkowa z jednostopniową przekładnią  planetarną (z czterema kołami słonecznymi)
- Mechanizm różnicowy z czterema kołami zębatymi stożkowymi o zębach prostych i sprzęgłem ciernym
- Spawana obudowa osi – mostów
- Oś przednia resorowana z dwoma 13 – warstwowymi pakietami resorów piórowych i gumowymi łożyskami końcowymi, oraz amortyzatory[2]
- Tylna oś sztywna, mocowana bezpośrednio na ramie[7]
- Mankamentem konstrukcji mostów jest brak blokady mechanizmu różnicowego w obu mostach napędowych. Jest to zapewne związane z systemem działania układu kierowniczego[2].

## Hamulce
- Jednoobwodowy pneumatyczny układ hamulcowy
- Regulacja ciśnienia: sprężynowy zawór przełączający
- Hamulce bębnowe, na piastach osi
- Mechaniczny hamulec ręczny z taśmą hamulcową, na wale napędu przedniej osi[7]

## Rozruch silnika
- Jednocylindrowy, dwusuwowy silnik benzynowy o mocy 13,5 KM przy 4000 obr./min
- Regulacja prędkości obrotowej za pomocą regulatora odśrodkowego i przepustnicy gaźnika
- Silnik połączony z pierścieniem sprzęgła silnika głównego za pośrednictwem ręcznej skrzyni biegów i sprzęgła
- Gorące spaliny z silnika benzynowego służą do wstępnego podgrzewania oleju silnikowego i płynu chłodzącego silnika głównego
- Alternatywa: Elektryczna jednostka rozruchowa (24 V, 4 KW) z dwoma akumulatorami i przekaźnikiem przełączającym[7][8]

## Dane techniczne

### Specyfikacja techniczna[6]
- Silnik: Sześciocylindrowy, o widlastym rozmieszczeniu cylindrów, kąt rozwarcia 90º, czterosuwowy, wysokoprężny z turbo doładowaniem
- Typ silnika: SMD – 62
- Producent silników: charkowska fabryka silników, (dziś również marki zachodnie)
- Moc: 121 kW (165 KM) przy 2100 obr./min
- Pojemność skokowa: 9160 cm³
- Średnica cylindra: 130 mm
- Skok tłoka: 115 mm
- Moment obrotowy: 721 Nm, przy 1430 obr./min
- Skrzynia biegów: mająca 3 główne biegi do przodu i wsteczny, a także 4 półbiegi, co daje dość duży wybór przełożeń: 12 plus 4. Półbiegi włączane są pod obciążeniem za pomocą czteropołożeniowego rozdzielacza suwakowego[2]
- Prędkość:
  - Jazda do przodu: od 3,4 do 30 km/h
  - Bieg wsteczny: od 6,1 do 10,7 km/h
- Napęd: na wszystkie koła (4×4)
- Wyposażony w tylny wałek odbioru mocy, 1025 i 560 obr/min

Wymiary i waga
- Długość: 5800 mm
- Szerokość: 2200 mm
- Wysokość: 2830 mm
- Rozstaw osi: 2860 mm
- Waga: 7400 kg[1]